# Enamorado
『enamorado』（エンアモラード）は、ナイトdeライトの通算13枚目のシングル。2020年1月に始まった、12カ月連続CDリリース企画の7枚目。2020年7月25日に発売。

## 概要
ナイトdeライトの12thシングル。
『determination』に続き、2020年の企画「12カ月連続CDリリース」の第7弾。
タイトルの「enamorado」はスペイン語。
「12カ月連続CDリリース」でリリースされた各CDタイトルの頭文字を繋げると「Night de Light」となる仕掛けが施されている。

## 収録曲

### リスト
| #         | タイトル                                 | 作詞       | 作曲・編曲 | 時間 |
| --------- | ---------------------------------------- | ---------- | ---------- | ---- |
| 1.        | 「サマチャレ」                           | 長沢紘宣   | 長沢紘宣   | 4:21 |
| 2.        | 「thinking of you」(feat.アンジキジョイ) | 田中満矢   | 田中満矢   | 4:55 |
| 3.        | 「Voice」                                | 三橋恵之矩 | 三橋恵之矩 | 3:45 |
| 合計時間: | 合計時間:                                | 13:01      |            |      |

### 収録曲について
1. サマチャレ
作詞/作曲:長沢紘宣
「サマチャレ」は「サマーチャレンジ」の略。
2. thinking of you feat. アンジキジョイ
作詞:田中満矢・アンジキジョイ／作曲:田中満矢
ラッパーのアンジキジョイと、『MISSION』以来のコラボ。
3. Voice
作詞/作曲:三橋恵之矩